# 公館新興天后宮
公館新興天后宮，舊名新興社土地五穀公廨，位於屏東市公館里公興路上，為原漢供奉的一間廟宇。

## 歷史
公館新興天后宮緣起於馬卡道族新興社土地五穀公廨，漢人移入墾荒時稱呼「地公」為土地公，土地五穀公廨改稱為「公館地公壇」。
乾隆末年，洪氏族人在土地公壇旁經營糖廍製糖，土地公隨業轉名，又被稱為「廍公爺」。某日村民發現廍公壇西南隅竹籬笆柱上有束天后宮天上聖母的香火，廍公壇管理人洪行賜將香火安置於廍公壇內供奉，進而雕刻神像膜拜，香火鼎盛:1320。
1905年，日本人獨佔製糖工業，強制廢止私廍經營，重整戶籍、地籍，負責管理廍公壇的洪氏族親遂將土地登記為「廍公爺祭祀公業」。
1928年（昭和三年），廍公壇慘遭祝融焚毀，村民募捐建新廟於廍公壇舊址，廟堂名為「天后宮」正殿安置天上聖母，偏殿安置廍公爺。天后宮雖為供奉天上聖母，但廟地仍歸廍公爺祭祀公業所有。
2000年（民國八十九年），天后宮正名為「屏東市公館新興天后宮」，廍公爺祭祀公業名下之土地也變更登記為公館新興天后宮的宮產。